# ФК Морава Ћуприја
ФК Морава 1918 Ћуприја је фудбалски клуб из Ћуприје, Србија, и тренутно се такмичи у Српској лиги Исток, трећем такмичарском нивоу српског фудбала. Клуб је основан 1918. године.

## Новија историја
У сезони 2011/12. Морава је у Поморавско-Тимочкој зони заузела прво место и пласирала се у виши ранг, Српску лигу.
После сезоне 2012/13 у Српској Лиги Исток, где осваја 9. позицију, клуб је због администратвиних пропуста, пресељен два ранга ниже у Поморавску Окружну Лигу.
Највећи успех у историји клуба остварен је у сезони 2002/03 освајањем титуле у Српској лиги група Тимок, чиме је изборен пласман у II Савезну лигу група Исток. Нажалост, клуб се није снашао међу друголигашима и у дебитантској сезони 2003/04 био је последњепласиран.
У сезони 2015/16. Морава је у Поморавској Окружној Лиги заузела прво место и пласирала се у виши ранг, Зону Запад.
Тренутно клуб воде људи из народа, привредници и дугогодишњи спортисти. На челу са председником Владаном Ђорђевићем, спортским директором Богданом Марјановићем, секретаром Александром Миленковићем и члановима управе Марком Матићем и Ненадом
Ристићем, ФК Морава 1918 доживљава невиђену ренесансу.
Формирана је омладинска школа са преко 100 детета а први тим се налази на челу табеле после 10 година, са надом и жељом да се напокон врате у Српску лигу, место где и припада овај клуб.